# Mikael Kulle
Mikael Kulle, född 17 maj 1983 i Nacka, är en svensk journalist och programledare. Han är sedan 2019 ordinarie programledare för P1 Morgon i Sveriges Radio. 
Kulle har tidigare varit programledare för Ekots nyhetssändningar och vikarierat på Studio Ett, Godmorgon världen och Ekots lördagsintervju.
Innan Mikael Kulle började på Sveriges Radio 2010 arbetade han för Dagens Industri/DiTV, Dagens Nyheter, P4 Jönköping, Radiosporten och Nacka Värmdö Posten.